# マルティニー
マルティニー（ドイツ語：Martigny）は、スイス連邦ヴァレー州にある基礎自治体（ゲマインデ）。マルティニとも表記する。フランス語圏にある。フランスのシャモニーや、イタリアのアオスタに至る道路が街を走っている。
ケルト人やローマ人の遺構が残っている。ローマ人によるものとしてはアンフィテアトルム、テルメ、運河、寺院、住居跡などが今日でも見ることができる。スイスで最初の司教座となった街でもある。

## 観光
- バティア城（フランス語版）[2]